# Seoul National Cemetery
Seoul National Cemetery (국립서울현충원) är en kyrkogård i Seoul, Sydkorea. Här vilar veteraner och de som stupat i krig.
Den 6 juni varje år besöker många kyrkogården i samband med Hyeonchungil (현충일) och en ceremoni hålls där bland andra Sydkoreas president närvarar.